# Marshall Eriksen
Marshall Eriksen est l'un des cinq personnages principaux du feuilleton How I Met Your Mother, interprété par l'acteur américain Jason Segel.

## Biographie fictive

### Famille, jeunesse et études
Marshall Eriksen est né en 1978. Il grandit à Saint Cloud, dans le Minnesota, avec son père Marvin, sa mère Judy et ses deux frères, Marvin Jr. et Marcus. La famille Eriksen se distingue surtout par la taille exceptionnelle de ses membres, mais également par sa recette de la salade à sept étages, composée principalement de mayonnaise et de bonbons gélifiés. Depuis l'âge de 10 ans, Marshall souhaite travailler au Natural Resources Defense Council pour la cause écologique. Il croit au monstre du Loch Ness et à Sasquatch. À la rentrée 1996, il commence ses études à la Wesleyan University, devient colocataire de Ted et rencontre Lily peu après. Ils sortent ensemble à partir de février 1997. En 2000, Ted et Marshall regardent la trilogie Star Wars et initient une tradition qui consiste à la revoir tous les trois ans. Cette même année, Marshall s'installe en colocation avec Ted dans l'appartement à New York au-dessus du MacLaren's.

### Mariage avec Lily
En 2005, il demande Lily en mariage. En 2006 il va faire un stage chez Altrucel, l'entreprise de Barney, pour rembourser des dettes. Il ne souhaite pas y rester longtemps car l'ambiance lui déplaît, mais Barney lui donne quelques conseils et il finit par s'intégrer. Il découvre que Lily s'est inscrite à un cours d'été de peinture en Californie, ce qui entraîne une dispute avec Marshall, puis leur rupture. Il met 67 jours avant de reprendre une vie normale, sans penser à Lily. Puis Lily retourne le voir, lui demande s'ils peuvent être ensemble à nouveau mais Marshall refuse . Plus tard, il rencontre Chloé mais Lily s'interpose entre eux. À la suite de cet incident, ils reprennent leur relation et souhaitent à nouveau se marier. À la suite d'un pari sur le passé de Robin, Marshall gagne le droit de donner cinq claques à Barney. Il lui en donne quatre entre 2007 et 2009. En 2011, Barney perd à nouveau un pari : il doit alors porter une cravate bleue avec des canards jaunes pendant un an. Mais au bout de deux mois, il obtient d'échanger ce gage contre trois claques supplémentaires, dont deux que Marshall lui inflige immédiatement, et les deux dernières, la veille et le jour du mariage de Barney. Barney organise l'enterrement de vie de célibataire de Marshall et invite une strip-teaseuse. Marshall et Lily se marient au printemps de l'année 2007 et partent en voyage de noces en Écosse afin de trouver le monstre du Loch Ness.
Marshall est finalement embauché au Natural Resources Defense Council, mais part avant de commencer pour rejoindre Nicholson, Hewitt & West, qui a une activité opposée. Lily est rassurée car cela lui permettre de payer ses crédits. Toutefois, après s'être fait crier dessus par son chef, il démissionne. Il décide que le couple marié ne peut plus vivre avec Ted et recherche un appartement. Marshall et Lily achètent leur logement de rêve malgré les dettes contractés par Lily à cause de ses achats compulsifs de vêtements. Ils découvrent plus tard que ce logement est penché et situé à proximité d'une station d'épuration. Dans le même temps, Marshall devient officiellement avocat. En septembre 2008, il rentre au service juridique de la Goliath National Bank (GNB) grâce à Barney, et travaille avec celui-ci. Peu de temps après, Marshall et Lily partent de chez Ted et s'installent dans leur appartement. 

### Naissance de Marvin
En septembre 2010, Lily et Marshall décident d'avoir un enfant. Ils essayent en vain de concevoir pendant plusieurs mois. Dans le doute, ils consultent un médecin qui après examen leur assurent qu'ils peuvent procréer. Ils apprennent le même jour la mort du père de Marshall . Marshall traverse une période difficile, il reste quelque temps chez sa mère pour la soutenir mais c'est finalement elle et Lily qui demandent son départ. Par la suite il essaye de revenir aux objectifs qu'il s'était donné enfant comme travailler dans l'environnement, il démissionne de la GNB et est embauché par Zoey (la compagne de Ted) pour défendre l'association qui s'oppose à la démolition de l'immeuble Arcadian (le projet porté par la GNB où travaillent Ted et Barney). Marshall se dispute avec Barney, et Ted finit par se ranger du côté de Zoey. La question doit être tranchée par la Commission de conservation des monuments de la ville de New York. Ted change à nouveau d'avis lorsqu'il apprend que l'échec du projet entraînera le licenciement de Barney. La commission considère que la tête de lion qui figure sur cet immeuble le rend remarquable, mais comme celle-ci a « mystérieusement » disparue la veille, il donne son accord à la destruction de l'immeuble. Ted et Zoey se séparent. Le 26 août 2011, à cause de l'ouragan Irene, le groupe se retrouve coincé chez Barney. Marshall et Lily vont alors prendre un bain, c'est à ce moment que leur enfant est conçu. Marshall trouve son travail de rêve dans l'environnement en septembre 2011. Il est toutefois déçu car son chef est désabusé par son travail car il considère que la planète est déjà perdue.
Les grands-parents de Lily lui donnent leur maison à Long Island (à 46 minutes de New York). Lily et Marshall hésitent un temps puis décident de s'y installer. Lorsque Robin part de l'appartement de Ted, elle s'installe brièvement avec eux, mais trouve la vie de banlieue vraiment trop ennuyeuse. De son côté, Ted réalise qu'il ne veut plus vivre dans son appartement, et Lily et Marshall s'y installent à nouveau, laissant leur maison ; ils reprennent l'ancienne chambre de Ted tandis que celle de Robin (et auparavant Marshall) est pour leur enfant. Durant les derniers jours de grossesse, Marshall est trop stressé et Lily demande à Barney de partir un weekend avec lui à Atlantic City, mais c'est à ce moment-là que Lily est sur le point d'accoucher ; Marshall et Barney arrivent à temps pour la naissance. Le fils de Lily et Marshall se nomme Marvin en l'honneur du père de Marshall (son nom complet est Marvin Wait for It Eriksen).
Lily et Marshall cherchent une nourrice pour garder Marvin, et décident de le faire garder par Mickey, le père de Lily . Plus tard, Marshall fait gagner un procès pour une cause environnementale, et décide de devenir juge. La mère de Marshall, veuve, souhaite rencontrer à nouveau des hommes et couche avec Mickey, ce qui dégoûte un peu le couple. 

### Séjour d'un an en Italie et naissance de deux autres enfants
En 2013, « le Capitaine » (l'ex-mari de Zoey) engage Lily pour le conseiller sur l'achat de tableaux. Il lui propose de partir une année à Rome avec lui. Elle refuse et perd son travail. Elle se rend compte ensuite que le cabinet de Marshall est en difficultés. Marshall la convainc de partir en Italie. Ils commencent à faire leur carton et alors qu'ils sont prêts à partir, Marshall apprend qu'il peut obtenir un poste de juge à New York : il revient alors sur sa décision partir en Italie sans en parler immédiatement à Lilly. En séjour auprès de sa famille, il rate l'avion qui doit l'amener au mariage de Barney et Robin, et décide de faire tout le trajet en voiture avec Marvin, accompagné d'une autre personne, Daphne, qui est dans la même situation. Durant le trajet, Daphne le convainc de prévenir Lily de sa nomination en tant que juge. Marshall la prévient par téléphone le vendredi soir. Il poursuit sa route en bus puis à pied avant que Tracy (la future femme de Ted) passe en voiture et lui propose de le déposer à sa destination. Il arrive pour le mariage le samedi soir.
Tard dans la nuit, une dispute éclate entre Lily et Marshall afin de savoir s'ils vont partir en Italie ou si Marshall doit accepter le poste de juge. Marshall a la maladresse de rappeler à Lily qu'elle était partie à San Francisco il y a sept ans et demande à Lily s'il le considère comme un lot de consolation. Très affectée, Lily quitte l'hôtel. Elle va acheter un test de grossesse (elle avait eu des nausées les jours précédents) et se rend compte qu'elle est enceinte. Marshall cogite toute la nuit sur son erreur, et Lily revient au petit matin, lui annonçant qu'il est plus logique que le couple reste à New York. Marshall comprend la situation quelques heures plus tard, et décide que le couple partira en Italie et qu'il renonce à sa nomination en tant que juge.
Marshall et Lily sont tristes d'apprendre le départ de Ted pour Chicago, mais sont surpris de le revoir au MacLaren dès le lendemain du mariage, à la suite de sa rencontre avec Tracy. En 2014, Marshall et Lily vivent à Rome avec leurs deux enfants : Marvin et Marguerite, ainsi que Mickey et Judy.  En 2016, ils sont de retour à New York, et Marshall a un travail dans le droit des affaires qui ne l'enthousiasme pas. Ils deviennent parents une troisième fois, puis apprennent le divorce de Robin et Barney. Ils quittent enfin l'appartement lors de la fête d'Halloween de la même année. Ce soir-là, Robin explique à Lily qu'elle ne peut plus fréquenter un couple qui va avoir son troisième enfant, son ex-mari draguant des filles et le gars avec qui elle sûrement aurait dû finir avec la magnifique mère de son enfant. Marshall et Lily continuent de fréquenter Barney, Ted et Tracy, mais n'auront plus de nouvelles de Robin. 
En 2018, Marshall est finalement nommé juge dans le Queens. En 2020, il est élu juge à la Cour suprême de New York.

## Autour du personnage
La voix française est interprétée par Didier Cherbuy. 